# Большое Молотово
Большое Молотово — деревня в Варгашинском районе Курганской области. Входит в состав Мостовского сельсовета.

## История
До 1917 года входила в состав Марайской волости Курганского уезда Тобольской губернии. По данным на 1926 год деревня Большая Молотова состояла из 132 хозяйств. В административном отношении входила в состав Молотовского сельсовета Марайского района Курганского округа Уральской области.

## Население
| 1912 | 1926 | 1989 | 2002 | 2010 |
| ---- | ---- | ---- | ---- | ---- |
| 427  | ↗629 | ↘277 | ↘202 | ↘105 |

По данным переписи 1926 года в деревне проживало 629 человек (290 мужчин и 339 женщин), в том числе: русские составляли 100 % населения.